# Eveline Lemke
Pour les articles homonymes, voir Lemke.
Eveline Lemke, née à Hambourg en 1964, est une femme politique allemande, membre du parti écologiste de l'Alliance 90 / Les Verts et Vice-ministre-présidente du Land de Rhénanie-Palatinat entre 2011 et 2016.

## Vie professionnelle
Elle a étudié la gestion environnementale et travaillé comme conseil en stratégie entre 2001 et 2007. 

## Vie politique
Coprésidente de la fédération de l'Alliance 90 / Les Verts en Rhénanie-Palatinat avec Daniel Köbler, elle conduit avec ce dernier la campagne des élections législatives régionales du 27 mars 2011, au cours desquelles le parti obtient un score historique de 15,4 % des voix et 18 députés sur 101. Une coalition est ensuite formée avec les sociaux-démocrates du ministre-président Kurt Beck, ce qui lui permet de devenir, le 18 mai, Vice-ministre-présidente et ministre de l'Économie et de l'Énergie du Land. Elle est alors la première femme à occuper le poste d'adjointe au chef du gouvernement régional.